# Wickerschwihr
Wickerschwihr là một xã trong tỉnh Haut-Rhin, vùng Grand Est ở đông bắc Pháp. Xã này có diện tích 2,25 km², dân số năm 1999 là 746 người. Khu vực này có độ cao 183 mét trên mực nước biển.